# Нова Іня
Нова Іня́ (рос. Новая Иня) — селище у складі Охотського району Хабаровського краю Російської Федерації. Адміністративний центр Інського сільського поселення. Розташоване біля гирла річки Іні, за 100 км на схід від районного центру — робочого селища Охотська.
Населення — 422 особи (2010; 734 у 2002). У національному складі переважають росіяни — 90 % (станом на 2002 рік).